# تپه خانم گلی
تپه خانم گلی مربوط به هزاره اول قبل از میلاد است و در داخل هادیشهر واقع شده است. این اثر در تاریخ ۱۰ خرداد ۱۳۸۲ با شمارهٔ ثبت ۸۷۵۱ به‌عنوان یکی از آثار ملی ایران به ثبت رسیده است.